# Zviždari
Zviždari (Ochotonidae), porodica dvojezubaca koja obuhvaća samo jedan živi rod, to su zviždari (Ochotona), s podrodovima Ochotona, Pika i  Conothoa i možda europski fosilni rod Prolagus, koji se danas svrstava u vlastitu porodicu zviždolikih dvojezubaca.
Zviždari i njihovi srodnici zečevi (Leporidae), dugo su zbog sličnog načina života držani glodavcima, za razliku od kojih su isključivo biljožderi koji uz glodnjake imaju i male zaglodnjake. Za razliku od zečeva koji su izvorno po svim kontinentima osim Australije gdje su naknadno uvezeni, zviždarima su autohtoni samo u Aziji i Sjevernoj Americi.
Zviždari su malene životinje okruglih ušiju koji su svoje ime dobili zbog svog zviždukavog glasanja. Vidljivih repova nemaju, kao što to imaju zečevi. Smatra se da su zviždari u Sjevernu Ameriku došli tijekom ledenog doba preko Beringovog tjesnaca. Od dvije vrste koje su prešle na američki kontinent, Ochotona collaris se naselila na Aljaski i kanadskom Stjenjaku, a Ochotona princeps je došla sve do Rocky Mountainsa u SAD-u.
Zviždari nastanjuju najnepristupačnije planinske krajeve (Himalaja, Pamir, Stjenjak i slično) gdje se mogu kriti po rupama u stjenama. Zimu provode po skloništima u stijenju, a kako zimi ne hiberniraju, tijekom ostatka godine moraju prikupljati biljnu hranu kako bi uspjeli preživjeti tijekom oštrih dugih zima.

## Rodovi
- Ochotona Link, 1795
- Prolagus Pomel, 1853 †. Ovaj rod se klasificira i u vlastitu porodicu Prolagidae, a živjeli su u Europi i bili nalik zviždarima.

## Države u kojima žive zviždari
- Kina,  O. alpina,  O. cansus, O. curzoniae, O. dauurica, O. gaoligongensis, O. gloveri, O. himalayana (Mount Everest), O. hyperborea, O. iliensis, O. koslowi, O. ladacensis, O. muliensis, O. pallasi, O. roylei, O. thibetani, O. thomasi
- Burma, O. erythrotis,  O. forresti
- Indija, O. curzoniae, O. forresti, O. ladacensis, O. roylei, O. thibetana
- Butan, O. forresti, O. thibetana
- Burma, O. forresti, O. thibetana
- Nepal, O. curzoniae, O. roylei
- Pakistan, O. roylei, O. rufescens
- Japan, O. hyperborea
- Afganistan, O. rufescens
- Iran, O. rufescens
- Mongolija, O. dauurica, O. hyperborea
- Sjeverna Koreja, O. hyperborea
- Kanada, O. collaris, O. princeps
- SAD, O. collaris (samo Aljaska), O. princeps

Vrsta O. nubrica živi na Himalajama, a O. macrotis po cijeloj Himalaji i Pamiru.
- Ochotona rutila
- Ochotona collaris
- Ochotona pallasi
- Ochotona himalayana
- Ochotona ladacensis
- Ochotona rufescens

## Vanjske poveznice
- All About Pikas